# Ormiscodes vulpina
Ormiscodes vulpina är en fjärilsart som beskrevs av Philippi 1860. Ormiscodes vulpina ingår i släktet Ormiscodes och familjen påfågelsspinnare. Inga underarter finns listade i Catalogue of Life.